# Ayuda Suiza
El Comité Suizo de Ayuda a los niños de España, más conocido como Ayuda Suiza, fue una plataforma o red de entidades y asociaciones no gubernamentales suizas de ideologías y tendencias diversas para unificar la ayuda a los niños damnificados de la guerra de España (1936-39). El nombre original fue, en alemán, Schweizerisches Hilfskomitee für die Kinder Spaniens (SAS) y en francés Comité neutre de secours aux enfants d'Espagne. Esta plataforma fue creada el febrero del 1937 por iniciativa de Rodolfo Olgiati, secretario de la entidad pacifista Servicio Civil Internacional (SCI), que impulsó un plan para actuar en España y aglutinar el máximo de entidades suizas para contribuir en la ayuda humanitaria, con el visto bueno del gobierno federal suizo, que inicialmente había mostrado reticencias por una interpretación estricta de la neutralidad. El SCI fue de hecho una de las entidades más importantes del comité y la que aportó un mayor número de voluntarios sobre el terreno, una treintena a lo largo de la guerra, mayoritariamente suizos. Olgiati fue también el secretario del comité. Los beneficiarios principales de la ayuda eran los niños y otra población vulnerable, como las personas mayores y las madres embarazadas y lactantes. 

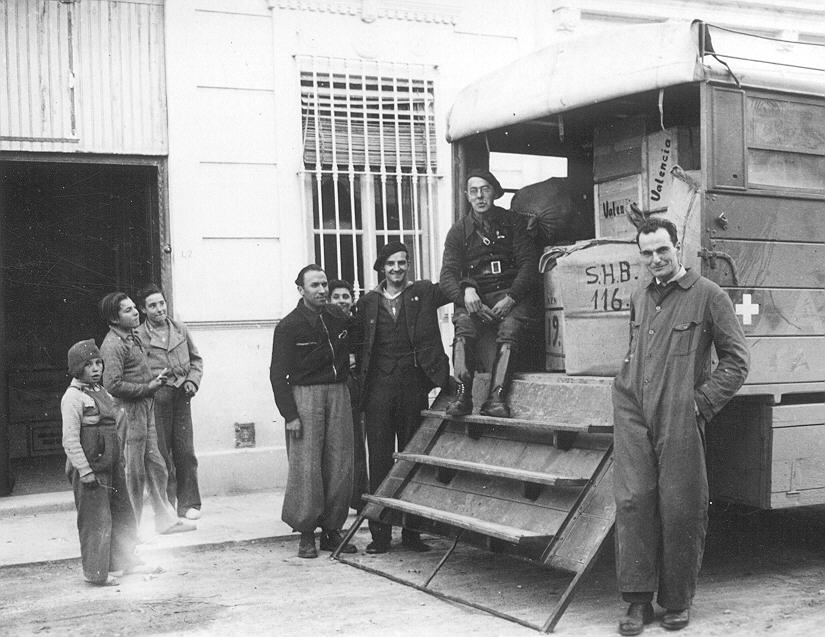
Ayuda Suiza 1937

En principio, la Ayuda Suiza estaba dispuesta a actuar en cualquier zona en conflicto pero, en la práctica, actuó casi siempre en la zona republicana, porque en general los nacionales rechazaron la ayuda. Hubo grupos locales de la Ayuda Suiza en Madrid, Barcelona, Valencia y Murcia. Las tareas principales que cubrieron los voluntarios fueron: gestión de cantinas y comedores, evacuación de niños desde zonas de guerra hacia otros lugares más seguros, envío de artículos de primera necesidades (fruto de las donaciones) a colonias infantiles, refugios y hospitales y apoyo logístico a estos establecimientos, por medio de la asistencia directa y de los apadrinamientos. Trabajaron conjuntamente con instituciones republicanas y entidades locales que se ocupaban de la acogida de los niños y de las familias refugiadas. También colaboraron con los cuáqueros en muchas de las misiones. 

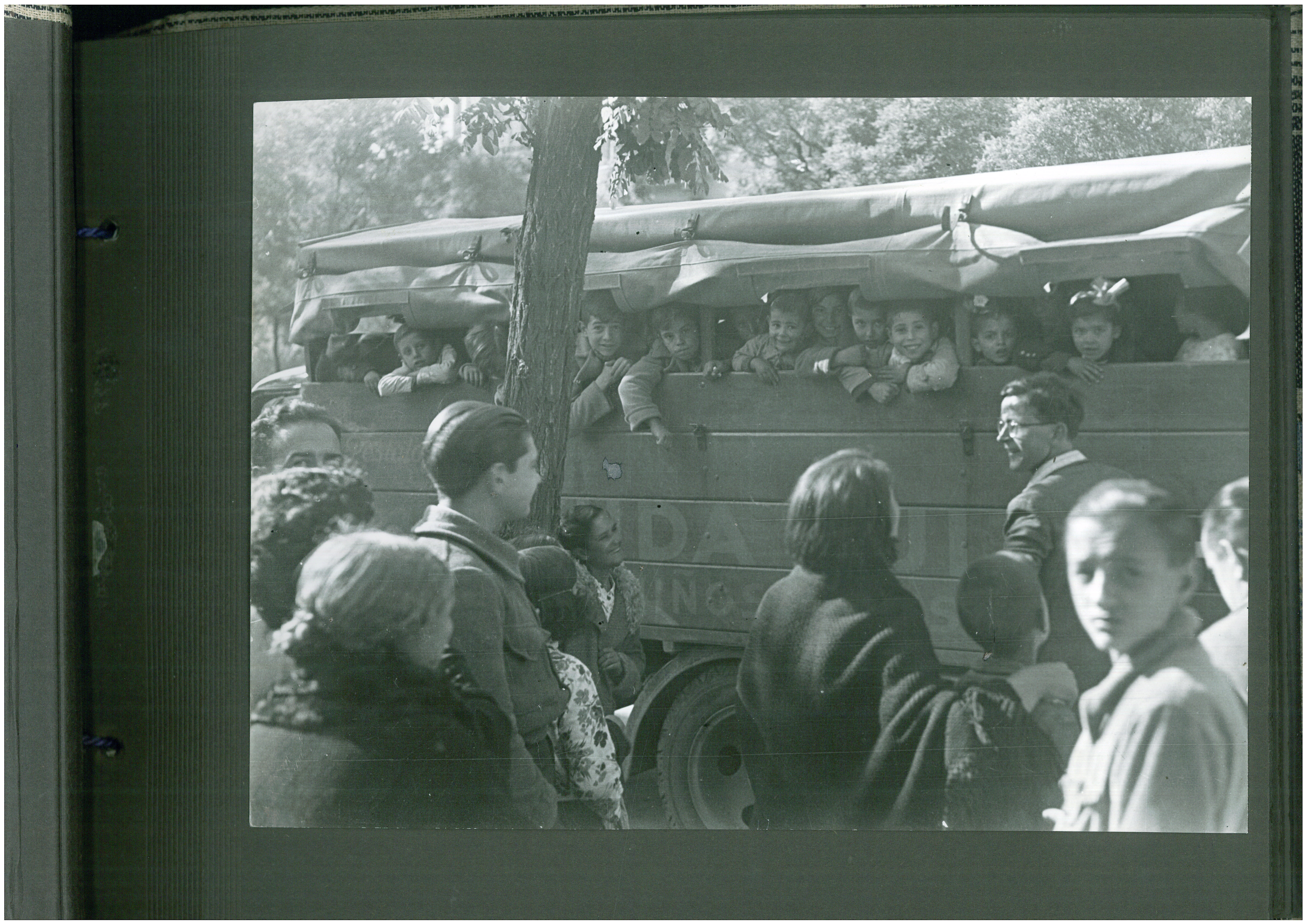
Ayuda Suiza 1937

Pertenecieron a la Ayuda Suiza, como miembros del SCI, Elisabeth Eidenbenz, Ruth von Wild, Karl Ketterer, Irma Schneider, Ralph Hegnauer, Trudi Ketterer, Maurice Dubois, Elsbeth Kasser, Willy Begert y Eleonore Imbelli, entre otros. 
En enero del 1939, la mayoría de los voluntarios de la Ayuda Suiza marcharon de España. En pocos meses, se reorganizaron en el sur de Francia para asistir los miles de refugiados internados en los campos y para recuperar a los niños de las colonias apadrinadas que habían sido evacuados hacia Francia. En este contexto, fundaron colonias infantiles y maternidades, como la conocida Maternidad de Elna, y dieron servicio a varios campos de internamiento.
En 1940, la Ayuda Suiza se adaptó a la nueva situación creada por el estallido de la Segunda Guerra Mundial y se refundó con el nombre de "Cártel Suizo de Socorro a los Niños víctimas de la guerra", en alemán Schweizerischen Arbeitsgemeinschaft für kriegsgeschädigte Kinder (SAK). Seguía siendo una plataforma neutral de ONG, liderada por el SCI, que extendía su ámbito de acción a todos los niños refugiados puesto que, en aquel momento, empezaban a llegar al sur de Francia niños refugiados de las zonas de guerra de norte del país. A partir del 1942, la plataforma fue transferida a la Cruz Roja suiza, que extendió su acción humanitaria por toda Francia, con sistemas de ayuda que ya habían sido utilizados durante la guerra española.